# Пивоварна Виктор Олингер
„Виктор Олингер“ е бивша пивоварна фабрика, със седалище село Кошава, Видински окръг, основана от унгареца Виктор Олингер през 1895 г.  и прекратила съществуването си през 1927 г.

## История на пивоварната
Пивоварната е построена през 1895 г. в близост до Дунава, за да може да използва меката вода, а също и за транспортирането на буретата, които се товарели на гемии и се превозвали до Видин. Там каруцари я разкарвали из ресторантите, питиепродавниците и видинските хотели „Нептун“, „Европа“, „Роял“, „Сплендит“ и „Поща“. Най-много кошавска бира се консумира в специализираното заведение „Кошавска среща“ и в прохладния ресторант-градина „Франц Рада“ в Калето.
През 1895 г. пивоварната произвежда 207 420 литра бира, и продава 92 310 литра, като заплаща акциз на държавата в размер на 4615 лева. През 1896 г. пивоварната произвежда 77 950 литра бира, продава 61 260 литра, и заплаща акциз в размер на 3063 лева. През 1897 г. са произведени 45 170 литра, продадени са 40 400 литра, и е заплатен акциз 2020 лева. През първото полугодие на 1898 г. произведеното количество бира достига 43 140 литра, от които са продадени 19 420 литра и е заплатен акциз в размер на 971 лева.
Спадът в производството на бира в България, особено след 1925 г., дължащ се на тежката акцизна политика на българското правителство, за сметка на поощряване на винарската индустрия, принуждава собствениците на пивоварни фабрики в България да образуват на 3 април 1927 г. пивоварен картел, в който влизат всички съществуващи към момента 18 фабрики. По решение на картела се затварят 12 пивоварни фабрики, сред които и тази в с. Кошава. Затворените фабрики спират производство и част от тях продължават да функционират само като депозитни складове за продажба на пиво на останалите 6 действащи пивоварни. Създаването на картела не успява да преодолее спада и различията и през 1931 г. пивоварния картел престава да съществува.
Първоначално фабриката е на три етажа, но след пожар събарят горният етаж и остава на два. След 1944 г. сградата се преустройва във винарна изба и години наред произвежда ликьорно вино. През 1980-те години става кланица за гъски и зайци. След 1989 г. се използва като склад.